# Særslev Sogn (Kalundborg Kommune)
 For alternative betydninger, se Særslev Sogn. (Se også artikler, som begynder med Særslev Sogn)
Særslev Sogn var et sogn i Kalundborg Provsti (Roskilde Stift). Sognet blev nedlagt 29. november 2020 ved sammenlægning med Føllenslev Sogn til Føllenslev-Særslev Sogn.
I 1800-tallet var Særslev Sogn anneks til Føllenslev Sogn. Begge sogne hørte til Skippinge Herred i Holbæk Amt. Føllenslev-Særslev sognekommune blev ved kommunalreformen i 1970 indlemmet i Bjergsted Kommune, der ved strukturreformen i 2007 indgik i Kalundborg Kommune.